# Darling (ソフトウェア)
Darling(ダーリン)とは、macOS用に設計されたアプリケーションをLinuxオペレーティングシステム上で動作することを目的に設計された互換レイヤーのアプリケーションである。オープンソースかつフリーソフトである。DarlingとmacOSとの関係として似たようなものとしては、Windows用アプリケーションをLinux上で動かそうとする互換レイヤのWineがある。Darlingは、macOSのプログラムが呼び出すライブラリやフレームワークの代替実装を提供することで、macOSの機能を複製している。この複製の方法はまた、他の方法とは異なり、エミュレーションや、仮想マシンでのmacOSプログラムの実行とは異なる。
Darlingのプロジェクトは2012年夏に開始され、時間不足のため中止したmaloaderという以前のプロジェクトに基づいている。開発者は、レイヤー上で、たとえばMidnight CommanderやThe Unarchiverなどのアプリケーションをテストしている。今のところ、レイヤーが多くのコンソールアプリケーションといくつかの簡単なGUIアプリケーションを操作できることが示されている。
プロジェクトはGNUstepに特定のフレームワークの実装のため依存しており、また、プロジェクトはラッパーの提供を一般的なLinuxライブラリ上に提供しており、可能な限り既存のオープンソースコードを再利用しようとしている。
プロジェクトはまた、将来的にiOSのアプリケーションをサポートできることを目標にしている

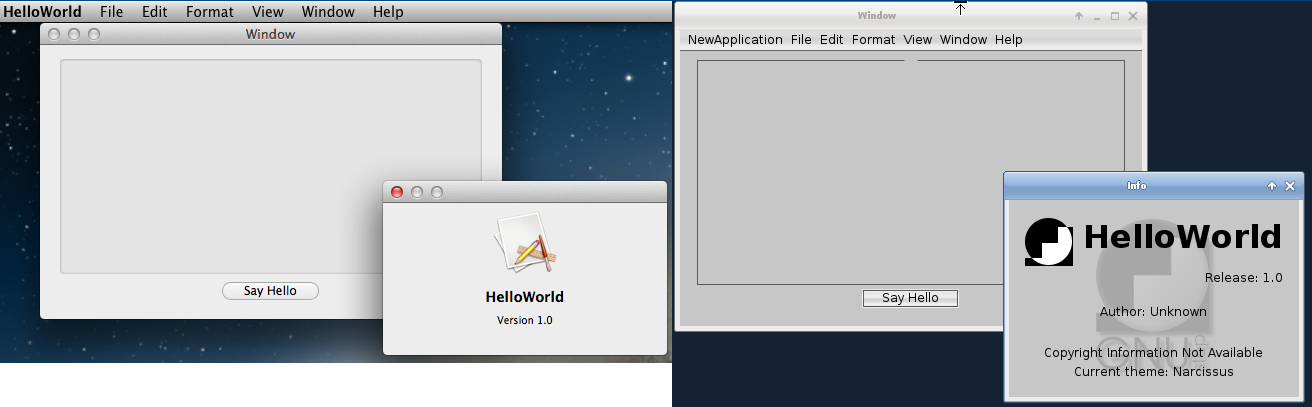
シンプルな "HelloWord"、 CocoaアプリをmacOS（左）およびLinux（右）で実証。